# 船戸与一
船戸 与一（ふなど よいち、1944年2月8日 - 2015年4月22日）は、日本の小説家。本名：原田 建司（はらだ けんじ）。

## 人物
山口県下関市生まれ。山口県立下関西高等学校、早稲田大学法学部卒業。
小学館、祥伝社などの出版社勤務を経てフリーになり、執筆活動を始める。1979年『非合法員』（講談社）で冒険小説家としてデビュー。
他に豊浦 志朗の筆名で『叛アメリカ史』などのルポルタージュ、外浦 吾朗の筆名で『ゴルゴ13』、『メロス』の劇画原作も著している。なお、「船戸」「豊浦」「外浦」はいずれも出身地である山口県の地名。
1983年、日本冒険作家クラブの創設の発起人の一人となる。
2015年4月22日 、胸腺癌のため死去。71歳没。闘病生活を続けながら執筆した長編『満州国演義』シリーズの完結をもって絶筆となった。

## エピソード

### 早稲田大学探検部
早稲田大学在学中は探検部（第三期生）に所属した。先輩には西木正明、後輩には高野秀行がいる。アラスカのエスキモーを訪問し、本名で共著『アラスカ・エスキモー』を刊行した。
1997年に発生したペルー早稲田大学探検部員殺害事件では、同事件で被害者に対してコメントした橋本龍太郎に対して反発。探検部OB会有志47人の連名で、「内閣総理大臣・橋本龍太郎にたいする糾弾文」（原文ママ）と題し、「内閣総理大臣を辞職せよ」と迫る文章を1998年1月26日発売の『週刊ポスト』183ページに意見広告として掲載した。

### デビューのきっかけ
1975年8月、当時『週刊ポスト』のアンカーを務めていた宮原安春の仲介で、編集者の白川充と知り合い、『叛アメリカ史』を書いた豊浦と同一人物だと知った彼に小説を書くよう口説かれた。初めは社交辞令だと考えていたが、1年後に白川から催促され、ようやく本気になり100枚の作品を書いて渡した。これを読んだ白川は、最初から大流血の描写に面食らい、失敗したかと思ったという。しかし、それがデビュー作『非合法員』の冒頭の原型となった。

## 文学賞受賞歴
- 1985年 - 『山猫の夏』で第3回日本冒険小説協会大賞（国内部門）、第6回吉川英治文学新人賞[12]。
- 1988年 - 『猛き箱舟』で第6回日本冒険小説協会大賞（国内部門）。
- 1989年 - 『伝説なき地』で第7回日本冒険小説協会大賞（国内部門）、第42回日本推理作家協会賞(長編部門)[13]。
- 1992年 - 『砂のクロニクル』で第10回日本冒険小説協会大賞（国内部門）、第5回山本周五郎賞[14]。
- 1996年 - 『蝦夷地別件』で第14回日本冒険小説協会大賞（国内部門）。
- 2000年 - 『虹の谷の五月』で第123回直木三十五賞[15]。
- 2004年 - 『夢は荒れ地を』で第22回日本冒険小説協会大賞（国内部門）。
- 2014年 - 第18回日本ミステリー文学大賞[16]。

## ミステリ・ランキング

### 週刊文春ミステリーベスト10
- 1984年 - 『山猫の夏』4位
- 1985年 - 『神話の果て』7位
- 1987年 - 『猛き箱舟』1位
- 1988年 - 『伝説なき地』5位
- 1995年 - 『蝦夷地別件』7位
- 2000年 - 『虹の谷の五月』5位

### このミステリーがすごい!
- 1988年 - 『伝説なき地』1位
- 1991年 - 『炎 流れる彼方』3位
- 1993年 - 『砂のクロニクル』1位
- 1996年 - 『蝦夷地別件』3位
- 1997年 - 『かくも短き眠り』14位、『蟹喰い猿フーガ』15位
- 1998年 - 『午後の行商人』14位
- 2001年 - 『虹の谷の五月』6位

### 東西ミステリーベスト100
- 1985年 - 『山猫の夏』11位、『夜のオデッセイア』51位、『非合法員』89位
- 2012年 - 『山猫の夏』46位、『猛き箱舟』58位

## 著書（年代順）

### 小説
- 『非合法員』1979/03 講談社、1984/02 徳間文庫、1996/06 講談社文庫、2015/10 小学館文庫
- 『祖国よ友よ』1980/10 フタバノベルス 双葉社、1986/05 角川文庫、1992/10 徳間文庫

　　【収録作】祖国よ友よ / 爆弾の街 / どしゃぶり行路 / 北溟の宿
- 『群狼の島』1981/06 フタバノベルス 双葉社、1985/12 角川文庫、1992/04 徳間文庫
- 『夜のオデッセイア』1981/07 トクマノベルス 徳間書店、1985/04 徳間文庫、1997/12 ハードカバー 徳間書店
- 『蛮賊ども』1982/04 カドカワノベルズ 角川書店、1986/11 角川文庫、1993/04 徳間文庫
- 『血と夢』1982/10フタバノベルズ 双葉社、1988/04 徳間文庫、1997/01 講談社文庫、2001/12 (増補新版) 徳間文庫
- 『銃撃の宴』 1984/06 徳間文庫

　　【収録作】白い蒸気の夜 / 居留区の秋 / 帰郷者 / 灰色の猟犬 / 老いぼれ殺し / まだらの疾風 / 鬼百合の宿
- 『山猫の夏』 1984/08 講談社、1987/08 (上下巻) 講談社文庫、1995/11 (新装版) 講談社文庫、2014/05 小学館文庫
- 『神話の果て』1985/01 双葉社、1988/05 (上下巻) 講談社文庫、1995/11 (新装版) 講談社文庫
- 『カルナヴァル戦記』1986/04 講談社、1989/06 講談社文庫、2016/11 (新装版) 講談社文庫

　　【収録作】カルナヴァル戦記 / ガリンペイロ / ジャコピーナ街道 / おタキ / バンデイラ / ふたつの町にて / アマゾン仙次
- 『猛き箱舟』1987/04 (上下巻) 集英社、1990/07～08 (1～4) 集英社文庫、1997/05 (上下巻) 集英社文庫
- 『伝説なき地』1988/06 (上下巻) 講談社、1991/06 (上下巻) 講談社文庫、1995/10 (上下巻) 徳間文庫、1995/11 (新装版) 講談社文庫、2003/06 (上下巻) 双葉文庫
- 『緑の底の底』1989/10 中央公論社 、1992/11 (表題作のみ文庫化) 中公文庫、2000/07 徳間文庫

　　【収録作】緑の底の底 / メビウスの時の刻
- 『炎 流れる彼方』1990/07 集英社、1993/07 (上下巻) 集英社文庫、1997/11 (新装版) 集英社文庫
- 『砂のクロニクル』1991/11 毎日新聞社、1994/11 (上下巻) 新潮文庫、2014/05 (上下巻) 小学館文庫
- 『黄色い蜃気楼』1992/09 双葉社、1995/09 双葉文庫
- 『メビウスの時の刻』1993/09 (単行本『緑の底の底』の収録作の文庫化) 中公文庫
- 『蝦夷地別件』1995/05 (上下巻) 新潮社、1998/06 (上中下巻) 新潮文庫、2012/01 (上中下巻) 小学館文庫
- 『蟹喰い猿フーガ』1996/01 徳間書店、1999/04 徳間文庫
- 『かくも短き眠り』1996/06 毎日新聞社、2000/04 角川文庫、2004/03 集英社文庫
- 『蝕みの果実』1996/10 講談社、1999/10 講談社文庫

　　【収録作】セレクション・ブルウ / からっ風の街 / 黄金の眼 / コリア・タウン / 梟の流れ / 斑らの蝶 / ミセス・ジョーンズの死
- 『午後の行商人』1997/10 講談社、2000/09  講談社文庫
- 『流沙の塔』1998/04 (上下巻) 朝日新聞社、2000/10 (上下巻) 朝日文庫、2002/11 (上下巻) 新潮文庫、2006/04 (上下巻) 徳間文庫
- 『海燕ホテル・ブルー』1998/08 角川書店、2001/09 角川文庫、2005/02 徳間文庫
- 『龍神町龍神十三番地』1999/12 徳間書店 、2002/11 徳間文庫
- 『虹の谷の五月』2000/05 集英社、 2003/05 (上下巻) 集英社文庫
- 『新宿・夏の死』2001/05 文藝春秋、2004/05 文春文庫、2012/08 小学館文庫

　　【収録作】夏の黄昏 / 夏の渦 / 夏の流れ / 夏の残光 / 夏の雷鳴 / 夏の夜雨 / 夏の曙 / 夏の星屑　
- 『緋色の時代』2001/12 (上下巻) 小学館、2004/09 (上下巻) 小学館文庫、2008/02 (上下巻) 徳間文庫
- 『夢は荒れ地を』2003/06 文藝春秋、2006/06  文春文庫、2012/10 集英社文庫
- 『三都物語』2003/09 新潮社、2006/07 新潮文庫
- 『金門島流離譚(Asia noir)』 2004/03 毎日新聞社、2007/01 新潮文庫

　　【収録作】金門島流離譚 / 瑞芳霧雨情話
- 『降臨の群れ』2004/06 集英社、2007/08 (上下巻) 集英社文庫
- 『蝶舞う館』2005/10 講談社 、2008/10 講談社文庫、2012/12 集英社文庫
- 『河畔に標なく』2006/03 集英社、2009/07 集英社文庫
- 『満州国演義』2007/～2015/ 新潮社、2015/～2016/ 新潮文庫　
  1. 「風の払暁」2007/04 新潮社、2015/07 新潮文庫
  2. 「事変の夜」2007/04 新潮社、2015/08 新潮文庫
  3. 「群狼の舞」2007/12 新潮社、2015/09 新潮文庫
  4. 「炎の回廊」2008/06 新潮社、2015/12 新潮文庫
  5. 「灰塵の暦」2009/01 新潮社、2016/01 新潮文庫
  6. 「大地の牙」2011/04 新潮社、2016/02 新潮文庫
  7. 「雷の波涛」2012/06 新潮社、2016/05 新潮文庫
  8. 「南冥の雫」2013/12 新潮社、2016/06 新潮文庫
  9. 「残夢の骸」2015/02 新潮社、2016/07 新潮文庫
- 『藪枯らし純次』2008/01 徳間書店、2011/03 徳間文庫
- 『夜来香（イエライシャン）海峡』2009/06 講談社、2012/04 講談文庫
- 『新・雨月 戊辰戦役朧夜話』2010/02 (上下巻) 徳間書店、2013/01 (上中下巻) 徳間文庫

### その他
- 『諸士乱想 トーク・セッション18』1994/05 ベストセラーズ、1998/03 徳間文庫
- 『棋翁戦てんまつ記』1995/03 (共著) 集英社、2018/03 集英社文庫
- 『国家と犯罪』1997/04 小学館、2000/03 小学館文庫
- 『満州国演義』に見る中国大陸』あるむ（愛知大学東亜同文書院ブックレット） 2008/

## 単行本未収録
- 『稲妻の秋』2015/03 (ジャーロ 53 春号) 光文社

## 翻訳
- ダシール・ハメット『闇の中から来た女』集英社 1991年

## 船戸与一名義以外の著作
- 豊浦志朗『硬派と宿命：はぐれ狼たちの伝説』世代群評社、1975年
- 豊浦志朗『叛アメリカ史』ブロンズ社、1977年；筑摩書房、1989年 ISBN 4-480-02310-0
- 原田建司（佐藤政信、小島臣と共著）『アラスカ・エスキモー』朝日新聞社、1968年

## 外浦吾朗名義のゴルゴ13の原作
- 「死者の唄（シ・ギリシャ）」（SP28『死者の唄』収録）
- 「行方不明のH氏」（SP29『女王陛下の憂鬱』収録）
- 「スキャンダルの未払い金」（同上）
- 「氷結海峡」（SP30『アサシン暗殺教団』収録）
- 「アサシン暗殺教団」（同上）
- 「落日の死影」（SP31『落日の死影』収録）★
- 「ハワード・ヒューズ氏の息子」（同上）
- 「レイプ数え唄」（同上）
- 「戦艦ヨークシャーの反乱」（SP33『戦艦ヨークシャーの反乱』収録）
- 「三匹の女豹」（SP34『殲滅』収録）
- 「独裁者の晩餐」（SP35『独裁者の晩餐』収録）
- 「チチカカ湖はどしゃぶり」（SP36『おろしや間諜伝説』収録）
- 「おろしや間諜伝説」（同上）★
- 「チャイナ・タウン」（SP37『チャイナ・タウン』収録）
- 「タンブル・ウィード」（SP38『鬼畜の宴』収録）
- 「タラントゥーラ 舞踏蜘蛛」（同上）
- 「鬼畜の宴」（同上）★
- 「陽気な狙撃者」（SP40『タッチ・ダウン』収録）
- 「TOUCH DOWN」（同上）
- 「アカプルコ－散華の夜」（SP41『シシリー島の墓標』収録）
- 「シシリー島の墓標」（同上）
- 「モンゴルの鷹」（SP44『モンゴルの鷹』収録）
- 「神の手」（同上）
- 「トリポリの埋葬」（SP45『地獄からの生還者』収録）
- 「B&Cクラブ会員死す」（SP46『国王に死を』収録）
- 「ビハインド・ザ・プレジデント」（SP48『ゼロの反撃』収録）
- 「ロベン監獄島」（SP50『ロベン監獄島』収録）
- 「橋は崩れた」（SP51『毛沢東の遺言』収録）
- 「毛沢東の遺言」（同上）
- 「スドロナス・マリヨ」（SP53『第四帝国崩壊・狼の巣』収録）

★の3作は自身によりノベライズされ、船戸の名義で小説として2011年に小学館から刊行された。時代背景を現代と同じにしていたり、原作にはなかったキャラクターの設定も付け加えられている。
- 第1巻 落日の死影 （2011年2月25日）
- 第2巻 鬼畜の宴 （2011年3月25日）
- 第3巻 おろしや間諜伝説 （2011年4月25日）

## 映像化その他

### 映画
- 『海燕ホテル・ブルー』2012/03 公開 (84分)

　　原作『海燕ホテル・ブルー』
　　監督・製作・企画 若松孝二、プロデューサー 尾崎宗子、音楽 ジム・オルーク、ラインプロデューサー 大友麻子・大日方教史、脚本 黒沢久子・若松孝二
　　出演　片山瞳、地曵豪、井浦新（ARATA）、大西信満、廣末哲万、ウダタカキ、岡部尚、渋川清彦ほか
- 『EDEN』2012/11 公開 (101分)

　　原作『新宿・夏の死』収録「夏の渦」
　　監督 武正晴、脚本・プロデューサー 李鳳字、脚本 羽原大介、企画 原田芳雄、プロデューサー 成宏基
　　出演 山本太郎、中村ゆり、高橋和也、齋賀正和、池原猛、小野賢章、大橋一三、入口夕布、高岡早紀、浜田晃、藤田弓子ほか

### テレビドラマ
- 『龍神町龍神十三番地』2003/06

　　原作『龍神町龍神十三番地』　
　　制作 テレパック、TBSプロデューサー 森下和清・小橋智子、ディレクター・監督 鶴橋康夫、脚本 ジェームス三木
　　出演　佐藤浩市、高島礼子、宇崎竜童、椎名桔平、柴田恭兵、小島聖、山本未來、佐野史郎、石倉三郎、銀粉蝶、岡本綾、浅利陽介、中原丈雄、大河内浩ほか

### ラジオドラマ
- 『山猫の夏』初回1985/09/02 21:40 月～金 (15分/全10回)

　　「アドベンチャーロード」 NHK-FM〈制作・NHK東京〉
　　出演 原田芳雄、江幡蓮、大塚周夫、藤岡重慶、玄田哲章、阿部寿美子ほか
- 『夜のオデッセイア』初回1987/10/05 21:00 月～金 (15分/全10回)

　　「 アドベンチャーロード」 NHK-FM
　　脚色・仲倉重郎、演出・三井章、制作・NHK東京
　　出演 役所広司、名古屋章、石橋蓮司、草野大悟、金沢碧ほか

### 演劇
- 『砂のクロニクル』

　　2006/10 東京芸術劇場小ホール1 全9公演、2011/10 東京両国シアターχ 全10公演
　　原作『砂のクロニクル』
　　脚本・演出　森井陸 制作　ピープルシアター
- 『新宿・夏の渦』

　　2012/07 新宿サンモールスタジオ 全10公演、2015/06 東京両国シアターχ 全8公演
　　原作『新宿・夏の死』収録「夏の渦」
　　脚本・演出　森井陸 制作　ピープルシアター
- 『蝦夷地別件』

　　2013/10 東京芸術劇場シアターウエスト 全10公演
　　原作『蝦夷地別件』
　　脚本・演出・美術　森井陸 企画・制作　ピープルシアター
- 『燃えあがる荒野』 (3部構成の第1部)

　　2017/10 東京両国シアターχ 全10公演
　　原作『満州国演義』
　　脚本・演出・美術　森井陸 企画・制作　ピープルシアター
- 『燃えひろがる荒野』(3部構成の第2部)

　　2018/10 東京両国シアターχ 全9公演
　　原作『満州国演義』
　　脚本・演出 ・美術　森井陸 企画・制作　ピープルシアター
- 『燃えつきる荒野』(3部構成の完結編)

　　2019/10 東京両国シアターχ 全9公演
　　原作『満州国演義』
　　脚本・演出・美術　森井陸 企画・制作　ピープルシアター

### 漫画
- 『猛き箱舟』(ヤングジャンプコミックス)

　　1990/01 第1巻、1990/03 第2巻 (画) 柳澤一明　集英社
- 『山猫の夏』(ヤングジャンプコミックス)

　　1991/08 (画) 柳澤一明　集英社
- 『神話の果て』(ホームミステリーコミックス)

　　1993/01 (画) 鬼窪浩久　ホーム社
- 『夜のオデッセイア』(少年キャプテンコミックス)

　　1994/02 第1巻、1994/04 第2巻 (画) 鬼窪浩久　徳間書店